# فيديريكو كيريكو
فيديريكو كيريكو (بالإيطالية: Federico Chirico)‏ هو لاعب كرة قدم إيطالي في مركز الدفاع، ولد في 13 مايو 1989 في روما في إيطاليا. لعب مع نادي لاتسيو.